# Morning Musume All Singles Complete ~10th Anniversary~
Albums de Morning Musume
Sexy 8 Beat
(2007) Cover You
(2008)
Morning Musume - All Singles Complete ~10th Anniversary~ (モーニング娘。ALL SINGLES COMPLETE ~10th ANNIVERSARY~) est un double-album compilation des singles du groupe Morning Musume sorti en 2007 (réédité en 2010 dans le coffret Best of Singles).

## Présentation
L'album sort le 24 octobre 2007 au Japon sur le label zetima, à l'occasion du 10e anniversaire du groupe. Tous les titres sont écrits et produits par Tsunku, à l'exception de Morning Musume no Hyokkori Hyōtanjima, une reprise. L'album atteint la 6e place du classement des ventes de l'Oricon, et reste classé pendant sept semaines, pour un total de 47 130 exemplaires vendus durant cette période. Il restera le neuvième album le plus vendu du groupe. Il sort également dans une édition limitée au format "CD+DVD", avec une pochette différente et un DVD en supplément contenant 17 titres du groupe figurant sur la compilation mais ré-interprétés en solo par des membres et ex-membres filmées en concert.
L'album contient sur deux CD et dans l'ordre chronologique les chansons-titres des 34 premiers singles du groupe sortis depuis 1998 jusqu'alors, à l'exception de celle de son tout premier single indépendant Ai no Tane de 1997, toutes déjà parues sur ses précédents albums ou compilations ; l'album contient en plus un titre inédit à la fin : Hello to You (...).
La couverture de l'album est une recréation de la couverture du single le plus vendu du groupe, Love Machine, avec les membres actuels du groupe (fin 2007) à la place de ceux de l'époque (fin 1999), dont Jun Jun et Lin Lin qui apparaissent pour la première fois sur une pochette d'album. La couverture de l'édition limitée est une recréation de la couverture du premier single "major" du groupe, Morning Coffee, avec là aussi les membres actuels à la place de ceux de l'époque (début 1998).
Une compilation similaire contenant cette fois toutes les "faces B" des singles du groupe sortira deux ans plus tard : Morning Musume Zen Single Coupling Collection.
La compilation All Singles Complete sera ré-éditée trois ans plus tard à l'occasion de la venue du groupe à la Japan Expo parisienne de 2010, incluse dans le coffret Best of Singles en édition limitée.

## Formation
Membres du groupe à la sortie de l'album, figurant en couverture :
- 5e génération : Ai Takahashi, Risa Niigaki (CD1 : #13-17 / CD2 : #1-18)
- 6e génération : Eri Kamei, Sayumi Michishige, Reina Tanaka (CD2 : #2-18)
- 7e génération : Koharu Kusumi (CD2 : #10-18)
- 8e génération I : Aika Mitsui (CD2 : #15-18)
- 8e génération II : Jun Jun, Lin Lin (CD2 : #17-18)

Ex-membres apparaissant sur certains titres :
- 1re génération : Yuko Nakazawa (#1-11), Aya Ishiguro (#1-7), Kaori Iida (#1-17 / #1-8), Natsumi Abe (#1-17 / #1-4), Asuka Fukuda (#1-4)
- 2e génération : Kei Yasuda (CD1 : #2-17 / CD2 : #1), Mari Yaguchi (CD1 : #2-17 / CD2 : #1-9), Sayaka Ichii (CD1 : #2-9)
- 3e génération : Maki Goto (CD1 : #7-15)
- 4e génération : Rika Ishikawa (CD1 : #9-17 / CD2 : #1-9), Hitomi Yoshizawa (#9-17 / #1-16), Nozomi Tsuji et Ai Kago (#9-17 / #1-6)
- 5e génération : Asami Konno et Makoto Ogawa (CD1 : #13-17 / CD2 : #1-13)
- 6e génération : Miki Fujimoto (CD2 : #2-16)

## Pistes
Toutes les chansons sont écrites et composées par Tsunku, sauf titre n°17 du CD1.
| 1.  | Morning Coffee (モ－ニングコ－ヒ－)                                            | 1er single (1998) |  |
| 2.  | Summer Night Town (サマーナイトタウン)                                         | 2e single (1998)  |  |
| 3.  | Daite Hold On Me! (抱いてHOLD ON ME!)                                          | 3e single (1998)  |  |
| 4.  | Memory Seishun no Hikari (Memory 青春の光)                                     | 4e single (1999)  |  |
| 5.  | Manatsu no Kōsen (真夏の光線)                                                  | 5e single (1999)  |  |
| 6.  | Furusato (ふるさと)                                                            | 6e single (1999)  |  |
| 7.  | Love Machine (LOVE マシ－ン)                                                   | 7e single (1999)  |  |
| 8.  | Koi no Dance Site (恋のダンスサイト)                                           | 8e single (2000)  |  |
| 9.  | Happy Summer Wedding (ハッピ－サマ－ウェディング)                              | 9e single (2000)  |  |
| 10. | I Wish (I WISH)                                                                | 10e single (2000) |  |
| 11. | Renai Revolution 21 (恋愛レボリュ－ション21)                                   | 11e single (2000) |  |
| 12. | The Peace! (ザ☆ピ～ス!)                                                        | 12e single (2001) |  |
| 13. | Mr. Moonlight ~Ai no Big Band~ (Mr. Moonlight～愛のビッグバンド～)             | 13e single (2001) |  |
| 14. | Sōda! We're Alive (そうだ！We're ALIVE)                                        | 14e single (2002) |  |
| 15. | Do it! Now                                                                     | 15e single (2002) |  |
| 16. | Koko ni Iruzee! (ここにいるぜぇ)                                               | 16e single (2002) |  |
| 17. | Morning Musume no Hyokkori Hyōtanjima (モーニング娘。のひょっこりひょうたん島) | 17e single (2003) |  |

| 1.  | As For One Day (AS FOR ONE DAY)                                                                              | 18e single (2003) |  |
| 2.  | Shabondama (シャボン玉)                                                                                      | 19e single (2003) |  |
| 3.  | Go Girl ~Koi no Victory~ (Go Girl ～恋のヴィクトリー～)                                                      | 20e single (2003) |  |
| 4.  | Ai Araba It's All Right (愛あらば IT'S ALL RIGHT)                                                            | 21e single (2004) |  |
| 5.  | Roman ~My Dear Boy~ (浪漫 ～MY DEAR BOY～)                                                                   | 22e single (2004) |  |
| 6.  | Joshi Kashimashi Monogatari (女子かしまし物語)                                                               | 23e single (2004) |  |
| 7.  | Namida ga Tomaranai Hōkago (涙が止まらない放課後)                                                            | 24e single (2004) |  |
| 8.  | The Manpower!!! (THE マンパワー!!!)                                                                          | 25e single (2005) |  |
| 9.  | Osaka Koi no Uta (大阪 恋の歌)                                                                               | 26e single (2005) |  |
| 10. | Iroppoi Jirettai (色っぽい じれったい)                                                                       | 27e single (2005) |  |
| 11. | Chokkan 2 ~Nogashita Sakana wa Ōkiizo!~ (直感２～逃した魚は大きいぞ！～)                                     | 28e single (2005) |  |
| 12. | Sexy Boy ~Soyokaze ni Yorisotte~ (SEXY BOY～そよ風に寄り添って～)                                            | 29e single (2006) |  |
| 13. | Ambitious! Yashinteki de Ii Jan (Ambitious! 野心的でいいじゃん)                                              | 30e single (2006) |  |
| 14. | Aruiteru (歩いてる)                                                                                          | 31e single (2006) |  |
| 15. | Egao YES Nude (笑顔YESヌード)                                                                                | 32e single (2007) |  |
| 16. | Kanashimi Twilight (悲しみトワイライト)                                                                      | 33e single (2007) |  |
| 17. | Onna ni Sachi Are (女に 幸あれ)                                                                              | 34e single (2007) |  |
| 18. | Hello to You ~Hello! Project 10 Shûnen Kinen Theme~ (HELLO TO YOU～ハロー！プロジェクト１０周年記念テーマ～) | Titre inédit      |  |

| 1.  | I Wish (interprété par Yuko Nakazawa lors du "Morning Musume Concert Tour 2001 Live Revolution 21 Spring")                              |  |
| 2.  | Do It! Now (interprété par Kaori Iida lors du "Morning Musume Concert Tour 2004 Spring The Best of Japan")                              |  |
| 3.  | Koko ni Iruzee! (interprété par Natsumi Abe lors du "Morning Musume Concert Tour 2003 Spring Non Stop!")                                |  |
| 4.  | As for One Day (interprété par Kei Yasuda lors du "Morning Musume Concert Tour 2003 Spring Non Stop!")                                  |  |
| 5.  | Do It! Now (interprété par Maki Goto lors du "Morning Musume Concert Tour 2002 Summer Love is Alive!")                                  |  |
| 6.  | The Peace! (interprété par Rika Ishikawa lors du "Morning Musume Concert Tour 2002 Summer Love is Alive!")                              |  |
| 7.  | Sōda! We're Alive (interprété par Hitomi Yoshizawa lors du "Morning Musume Concert Tour 2002 Summer Love is Alive!")                    |  |
| 8.  | Do It! Now (interprété par Ai Takahashi lors du "Morning Musume Concert Tour 2002 Summer Love is Alive!")                               |  |
| 9.  | Ambitious! Yashinteki de Ii Jan (interprété par Asami Konno lors du "Hello! Project 2006 Summer : Wonderful Hearts Land")               |  |
| 10. | Mr. Moonlight : Ai no Big Band (interprété par Risa Niigaki lors du "Hello! Project 2002 : Kotoshi mo Sugoi zo!")                       |  |
| 11. | Do It! Now (interprété par Eri Kamei lors du "Morning Musume Concert Tour 2003 Spring Non Stop!")                                       |  |
| 12. | Aruiteru (interprété par Sayumi Michishige lors du "Morning Musume Concert Tour 2006 Autumn : Odore! Morning Curry")                    |  |
| 13. | Shabondama (interprété par Reina Tanaka lors du "Morning Musume Concert Tour The Best of Japan Summer - Autumn '04")                    |  |
| 14. | Iroppoi Jirettai (interprété par Koharu Kusumi lors du "Morning Musume Concert Tour 2005 Summer Autumn Baribari Kyōshitsu ...")         |  |
| 15. | Shabondama (interprété par Aika Mitsui lors du "Morning Musume Concert Tour 2006 Autumn : Odore! Morning Curry")                        |  |
| 16. | Egao Yes Nude (interprété par Junjun lors du "Morning Musume Concert Tour 2007 Spring : Sexy 8 Beat")                                   |  |
| 17. | Onna ni Sachi Are (interprété par Linlin lors du "Hello! Project 2007 Summer 10th Anniversary Daikansha-sai : Hello☆Pro Natsu Matsuri") |  |

## Best of Singles
Albums de Morning Musume
10 My Me
(2010) Fantasy! Jūichi
(2010)
Morning Musume - Best of Singles, parfois sous-titré Japan Expo Limited Edition, est un coffret de disques du groupe Morning Musume, édité à seulement mille exemplaires pour être vendu en France (à 35€), le premier juillet 2010, lors de la Japan Expo parisienne, à l'occasion de la venue du groupe. Il contient deux albums et un livret : un album compilation CD homonyme, une réédition du double album compilation CD Morning Musume - All Singles Complete de 2007 (avec une couverture et un contenu légèrement modifiés), et son livret indépendant contenant les retranscriptions romaji des textes des titres y figurant.
Sont cependant exclues de cette version de All Singles Complete les deux titres cloturant à l'origine ses deux disques : la reprise Morning Musume no Hyokkori Hyōtanjima (17e single du groupe), et l'"inédit" Hello to You (...) ; Koharu Kusumi y figure donc sur les photos de couverture et du livret, bien qu'elle ait quitté le groupe l'année précédente (elle est absente de la couverture du coffret). 
L'autre album inclus, Best of Singles, contient les chansons du groupe sorties en singles après la parution de All Singles Complete, à l'exclusion de la reprise Pepper Keibu (37e single), ainsi que la chanson en "face B" du dernier single en date, Tomo (de Seishun Collection), utilisée comme chanson thème pour la venue du groupe à Paris ; les textes de son livret sont en français, les paroles des chansons y étant transcrites en romaji, et sa couverture est la même que celle du coffret, excluant les mentions spéciales concernant la Japon Expo, représentant la formation à huit membres de 2010.
Le coffret comprend donc, sur trois CD, 41 des 43 singles réguliers du groupe parus jusqu'alors, excluant ses deux seules reprises parues en singles, et n'incluant pas son tout premier single "hors série" en édition limitée Ai no Tane (absent des éditions de All Singles Complete) ; ces trois titres sont justement les seuls singles du groupe a ne pas avoir été écrits et composés par Tsunku.
Formation
Membres du groupe à la sortie du coffret, figurant en couverture : 
- 5e génération : Ai Takahashi, Risa Niigaki
- 6e génération : Eri Kamei, Sayumi Michishige, Reina Tanaka
- 8e génération I : Aika Mitsui
- 8e génération II : Jun Jun, Lin Lin

| 1.  | Morning Coffee (モ－ニングコ－ヒ－)                                | 1er single (1998) |  |
| 2.  | Summer Night Town (サマーナイトタウン)                             | 2e single (1998)  |  |
| 3.  | Daite Hold On Me! (抱いてHOLD ON ME!)                              | 3e single (1998)  |  |
| 4.  | Memory Seishun no Hikari (Memory 青春の光)                         | 4e single (1999)  |  |
| 5.  | Manatsu no Kōsen (真夏の光線)                                      | 5e single (1999)  |  |
| 6.  | Furusato (ふるさと)                                                | 6e single (1999)  |  |
| 7.  | Love Machine (LOVE マシ－ン)                                       | 7e single (1999)  |  |
| 8.  | Koi no Dance Site (恋のダンスサイト)                               | 8e single (2000)  |  |
| 9.  | Happy Summer Wedding (ハッピ－サマ－ウェディング)                  | 9e single (2000)  |  |
| 10. | I Wish (I WISH)                                                    | 10e single (2000) |  |
| 11. | Renai Revolution 21 (恋愛レボリュ－ション21)                       | 11e single (2000) |  |
| 12. | The Peace! (ザ☆ピ～ス!)                                            | 12e single (2001) |  |
| 13. | Mr. Moonlight ~Ai no Big Band~ (Mr. Moonlight～愛のビッグバンド～) | 13e single (2001) |  |
| 14. | Sōda! We're Alive (そうだ！We're ALIVE)                            | 14e single (2002) |  |
| 15. | Do it! Now                                                         | 15e single (2002) |  |
| 16. | Koko ni Iruzee! (ここにいるぜぇ)                                   | 16e single (2002) |  |

| 1.  | As For One Day (AS FOR ONE DAY)                                          | 18e single (2003) |  |
| 2.  | Shabondama (シャボン玉)                                                  | 19e single (2003) |  |
| 3.  | Go Girl ~Koi no Victory~ (Go Girl ～恋のヴィクトリー～)                  | 20e single (2003) |  |
| 4.  | Ai Araba It's All Right (愛あらば IT'S ALL RIGHT)                        | 21e single (2004) |  |
| 5.  | Roman ~My Dear Boy~ (浪漫 ～MY DEAR BOY～)                               | 22e single (2004) |  |
| 6.  | Joshi Kashimashi Monogatari (女子かしまし物語)                           | 23e single (2004) |  |
| 7.  | Namida ga Tomaranai Hōkago (涙が止まらない放課後)                        | 24e single (2004) |  |
| 8.  | The Manpower!!! (THE マンパワー!!!)                                      | 25e single (2005) |  |
| 9.  | Osaka Koi no Uta (大阪 恋の歌)                                           | 26e single (2005) |  |
| 10. | Iroppoi Jirettai (色っぽい じれったい)                                   | 27e single (2005) |  |
| 11. | Chokkan 2 ~Nogashita Sakana wa Ōkiizo!~ (直感２～逃した魚は大きいぞ！～) | 28e single (2005) |  |
| 12. | Sexy Boy ~Soyokaze ni Yorisotte~ (SEXY BOY～そよ風に寄り添って～)        | 29e single (2006) |  |
| 13. | Ambitious! Yashinteki de Ii Jan (Ambitious! 野心的でいいじゃん)          | 30e single (2006) |  |
| 14. | Aruiteru (歩いてる)                                                      | 31e single (2006) |  |
| 15. | Egao YES Nude (笑顔YESヌード)                                            | 32e single (2007) |  |
| 16. | Kanashimi Twilight (悲しみトワイライト)                                  | 33e single (2007) |  |
| 17. | Onna ni Sachi Are (女に 幸あれ)                                          | 34e single (2007) |  |

| 1. | Mikan (みかん)                                          | 35e single (2007)           |  |
| 2. | Resonant Blue (リゾナント ブルー)                       | 36e single (2008)           |  |
| 3. | Naichau Kamo (泣いちゃうかも)                           | 38e single (2009)           |  |
| 4. | Shōganai Yume Oibito (しょうがない 夢追い人)            | 39e single (2009)           |  |
| 5. | Nanchatte Renai (なんちゃって恋愛)                      | 40e single (2009)           |  |
| 6. | Kimagure Princess (気まぐれプリンセス)                  | 41e single (2009)           |  |
| 7. | Onna ga Medatte Naze Ikenai (女が目立って なぜイケナイ) | 42e single (2010)           |  |
| 8. | Seishun Collection!! (青春コレクション)                 | 43e single (2010)           |  |
| 9. | Tomo (友)                                               | Face B du 43e single (2010) |  |